# Serge Dassault

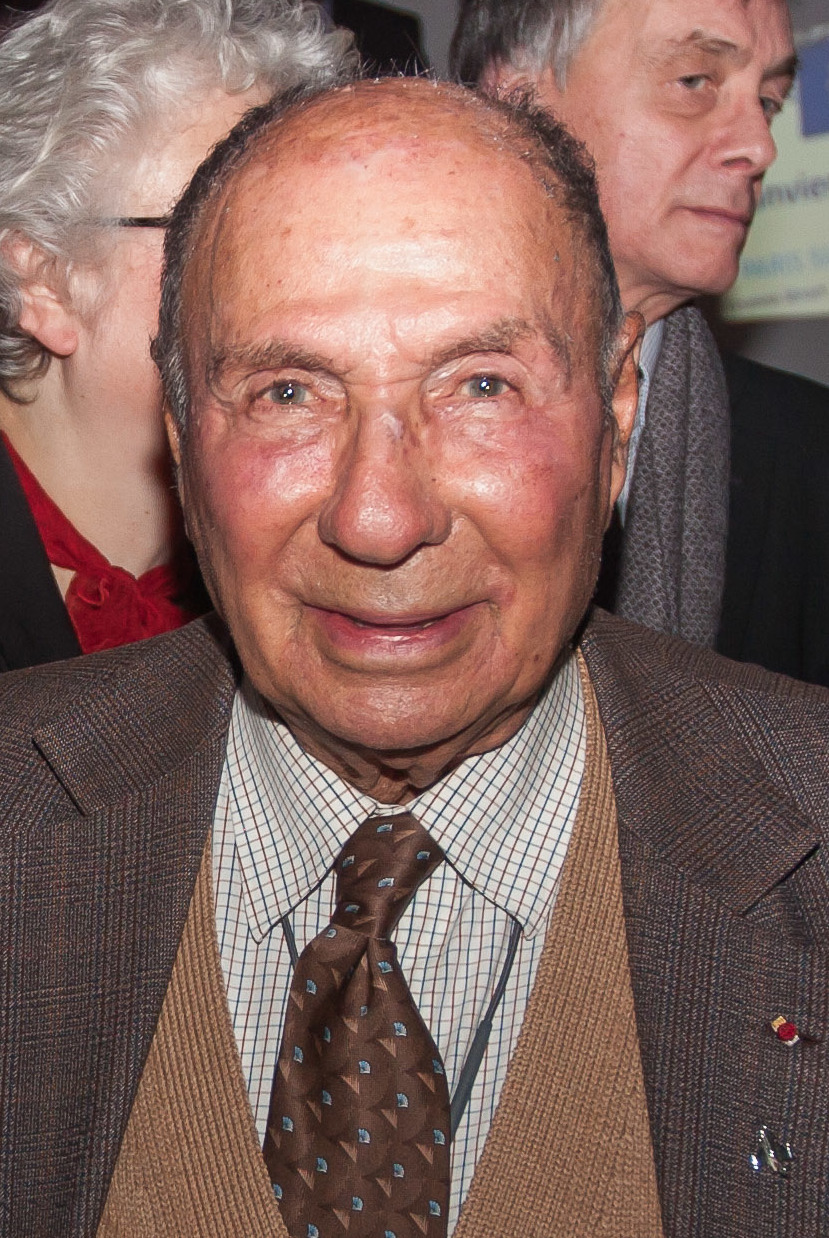
Serge Dassault in 2016

Serge Paul André Dassault (Parijs, 4 april 1925 – aldaar, 28 mei 2018) was een Franse ondernemer en politicus. Hij was de zoon van Marcel Dassault van wie hij het industriële mammoetconsortium Dassault heeft geërfd. Van 2004 tot 2017 was hij lid van de Senaat voor Essonne.

## Levensloop
Serge Dassault was geboren onder de naam Bloch. In 1946 is de naam veranderd naar Dassault. Vanwege de Joodse achtergrond van zijn ouders werden hij en zijn broer door de Gestapo in Lyon en vervolgens in Kamp Drancy opgesloten. Zijn vader werd gedeporteerd naar Buchenwald in augustus 1944, alwaar hij door Marcel Paul (lid van de Franse Communistische Partij) en Albert Baudet werd gered. In 1950 werd Dassault Rooms-katholiek.
Dassault was burgemeester van de gemeente Corbeil-Essonnes van 1995 tot 2008, en algemeen adviseur van het kanton Corbeil-Essonnes-Est van 1988 tot 2004. Hij was lid van de Union pour un mouvement populaire (UMP), en was een oude steunpilaar van Jacques Chirac; zijn zoon Olivier Dassault is lid van de Nationale Vergadering voor Oise namens dezelfde partij (later Les Républicains) sinds 2002 (eerder ook van 1988 tot 1997). Zijn zoon Laurent is met de wijnindustrie en het project van elektrische auto's, met name in China, belast. Zoon Thierry beheert de multimedia en economische divisies. Dochter Marie-Hélène doet het mecenaat, en haar echtgenoot Benoît Habert maakt deel uit van de financiële directie van de groep.
Zijn groep is aanwezig in de media door Dassault Communication, die titels als Valeurs actuelles en La Vie Financière voert, en sinds 11 maart 2004, 82% van de Socpresse in handen heeft, welke ongeveer 70 titels, hoofdzakelijk in Frankrijk publiceert, waarvan Le Figaro en L'Express. Serge Dassault werd op 8 juli 2004 tot voorzitter van Socpresse benoemd.

### Agustaschandaal
In het Agustaschandaal werd Serge Dassault door het Belgische Hof van Cassatie veroordeeld.